# Peinture (Argent sur noir, blanc, jaune et rouge)
Pour les articles homonymes, voir Peinture.
Peinture (Argent sur noir, blanc, jaune et rouge) – en anglais Painting (Silver over Black, White, Yellow and Red) – est un tableau peint par Jackson Pollock en 1948. Cette peinture sur papier marouflé sur toile conçue par dripping est représentative de l'action painting. Elle est conservée au musée national d'Art moderne (ou Centre national d'art et de culture Georges-Pompidou), à Paris.